# Chilula

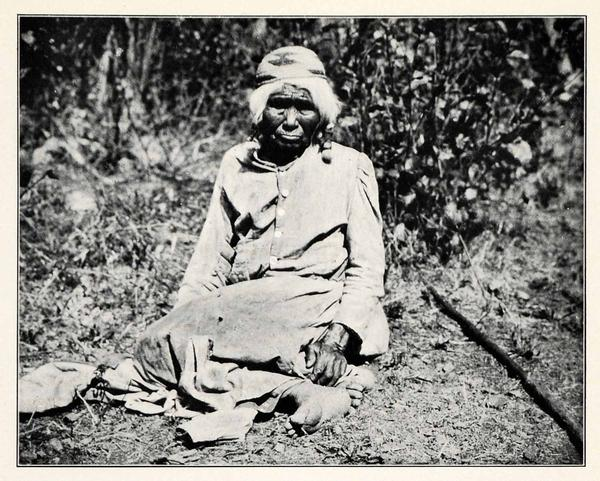
Fotografia d'una membre de la tribu l'any 1912.

Els chilula són una tribu atapascana que vivia a l'àrea del baix riu Redwood Creek, al nord de Califòrnia, de 500 a 600 anys abans del contacte amb els europeus. Els chilula han estat incorporats a la tribu dels hupes i viuen principalment a la reserva Hupa.

## Viles històriques
La tribu tenia originàriament 18 viles: Howunakut, Noleding, Tlochime, Kingkyolai, Kingyukyomunga, Yisining'aikut, Tsinsilading, Tondinunding, Yinukanomitseding, Hontetlme, Tlocheke, Hlichuhwinauhwding, Kailuhwtahding, Kailuhwchengetlding, Sikingchwungmitahding, Kinahontahding, Misme, i Kahustahding.

## Llegat
Un remolcador de l'Armada dels Estats Units classe Cherokee 205' fou batejat com a USS Chilula (WATF-153) rn 1945, i fou recommissionat en 1958 com el Guardacostes dels Estats Units Chilula (WMEC-153), servint fins a 1991.